# Bosc costaner de coníferes d'Escandinàvia

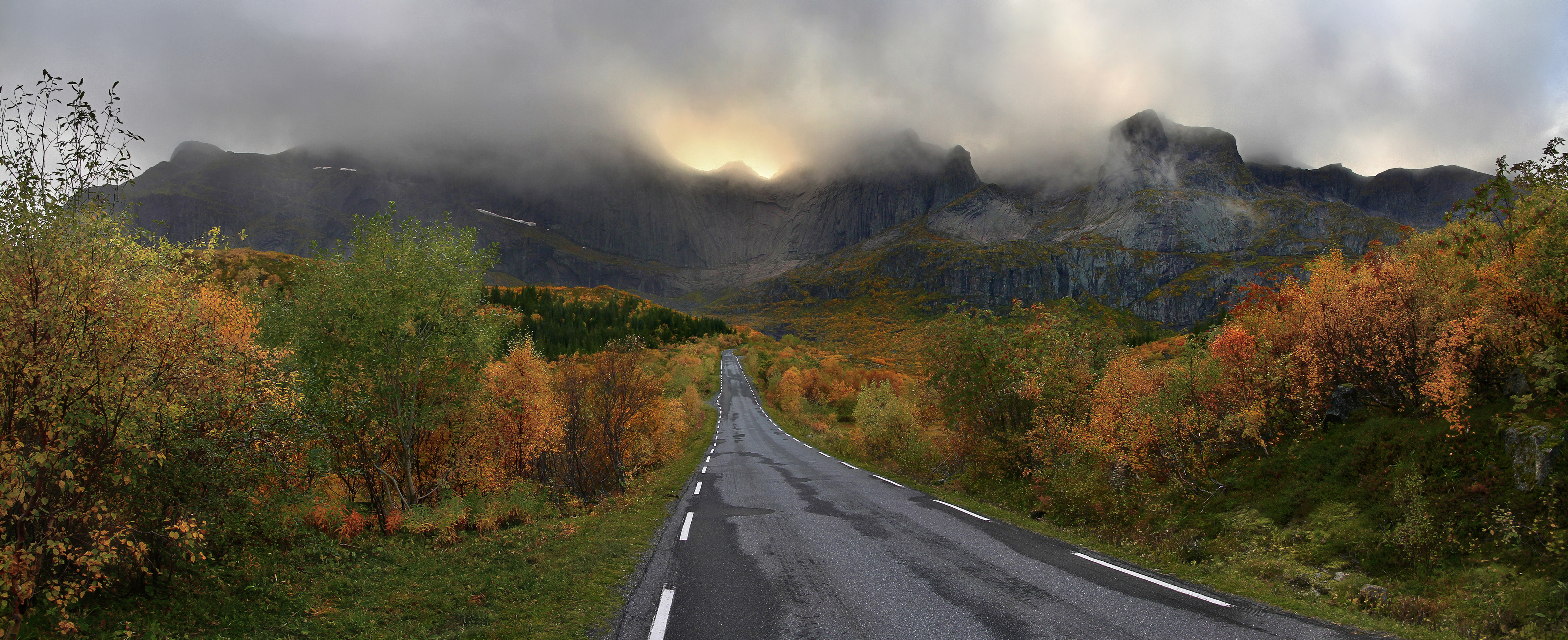
Paisatge de les Lofoten a finals de setembre.

Localització de l'ecoregió

El bosc costaner de coníferes d'Escandinàvia és una ecorregió paleàrtica definida per la WWF de 19.300 km² formada per la bioma de boscos temperats de coníferes que es troba a la costa de Noruega. Dins hi ha una sèrie de petites àrees amb característiques botàniques i un clima local consistent en un bosc temperat humit.